# Nekropole von Fleury-sur-Orne

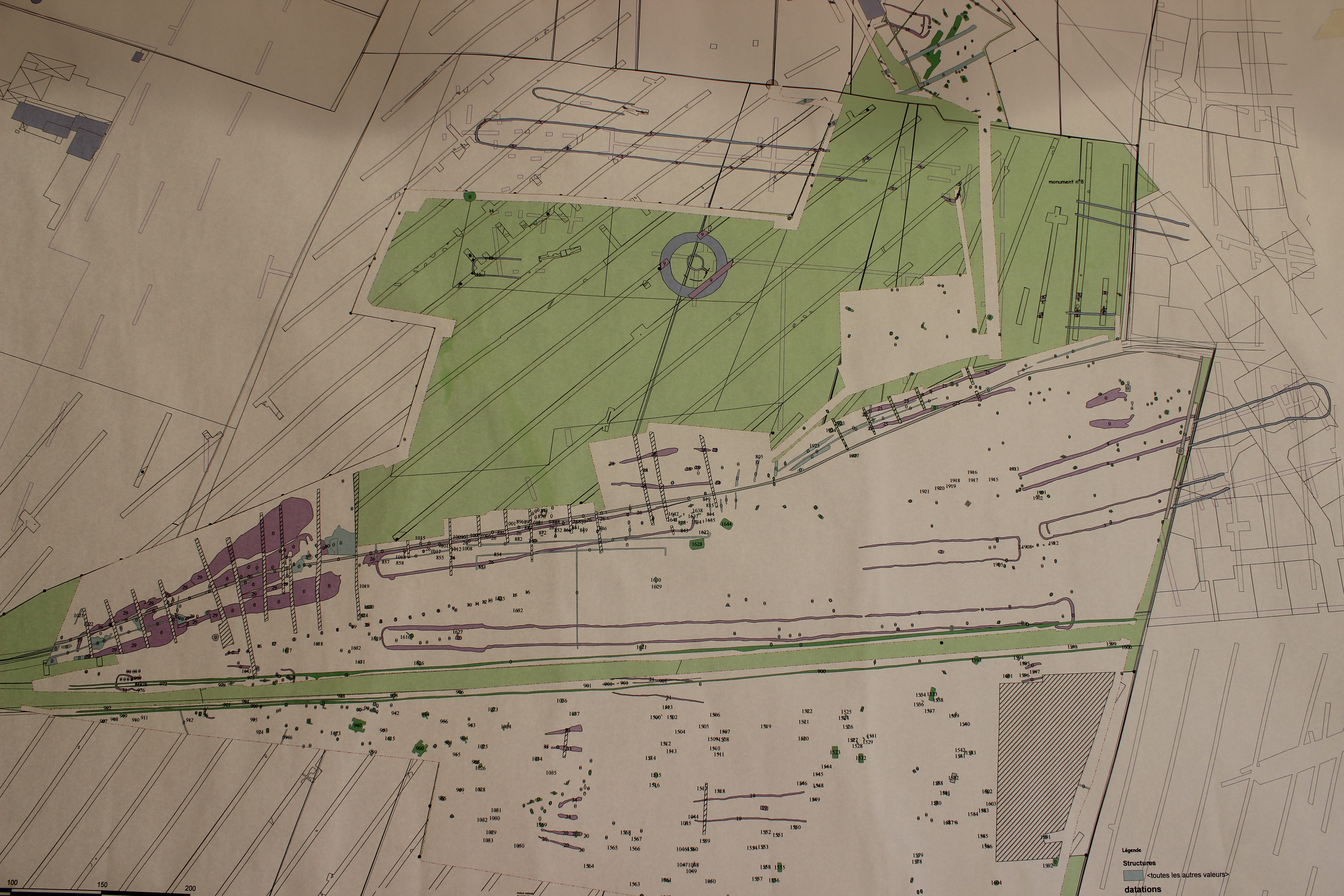
Plan der Nekropole

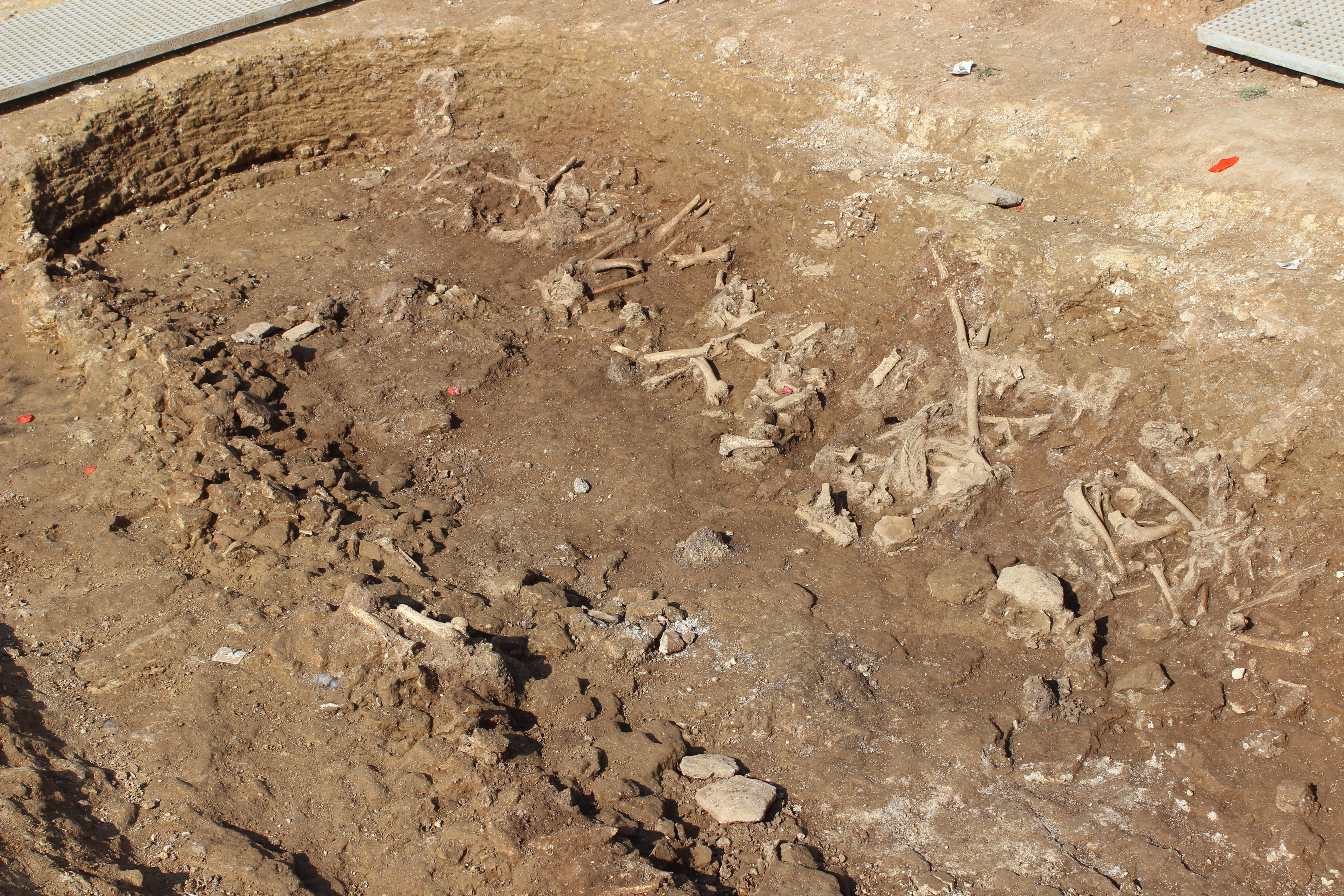
Ausgrabung 2014 in Fleury-sur-Orne

Die etwa 20 ha große Nekropole von Fleury-sur-Orne ist eine neolithische Nekropole vom Typ Passy mit 12 bis 350 m langen Tumuli der Cerny-Kultur, in Fleury-sur-Orne, südlich von Caen in der Normandie in Frankreich.

## Entdeckung und Befund
Die von Cyrille Billard und Antoine Chancerel 1985 bis 1995 ausgegrabene Anlage ist eine von sieben Nekropolen vom Typ Passy, die um Caen gefunden wurden. Die teilweise versteinerten Hügel waren in der Landschaft noch bis zum Zweiten Weltkrieg sichtbar, als die Landung der Alliierten im Juni 1944 (Operation Overlord) die Landschaft um Fleury-sur-Orne stark veränderte. Später wurden die Gräber durch Luftbildarchäologie wieder aufgefunden und zum Gegenstand einer Grabung gemacht. Dabei wurden monumentale Grabhügel freigelegt, die auf etwa 4500 v. Chr. datiert werden und den Fundort frankreichweit einzigartig machen. Die Nekropole wurde nach der Grabung wiederhergestellt und soll Teil eines Museumsdorfes in Fleury-sur-Orne werden.

Nekropole von Fleury-sur-Orne
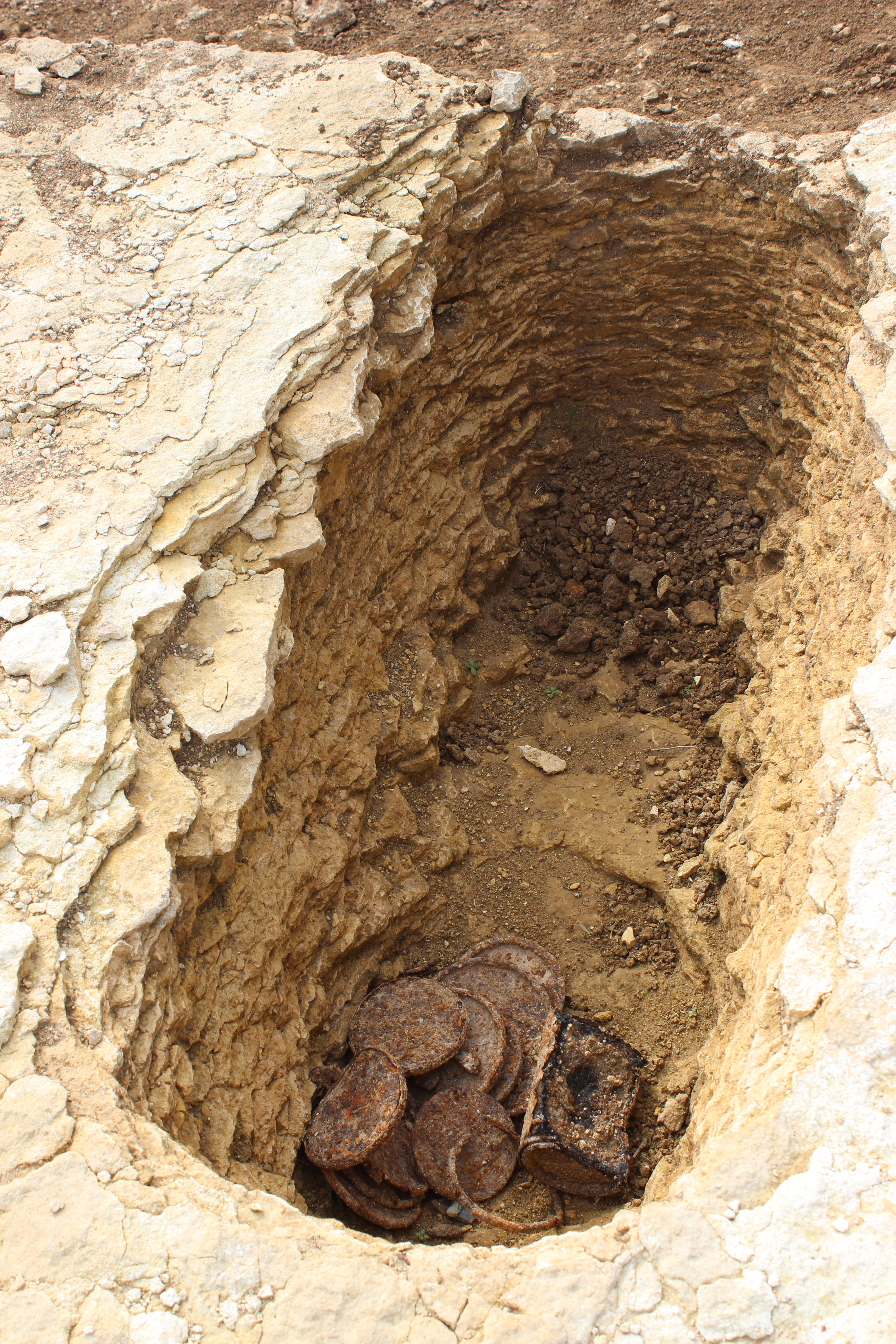
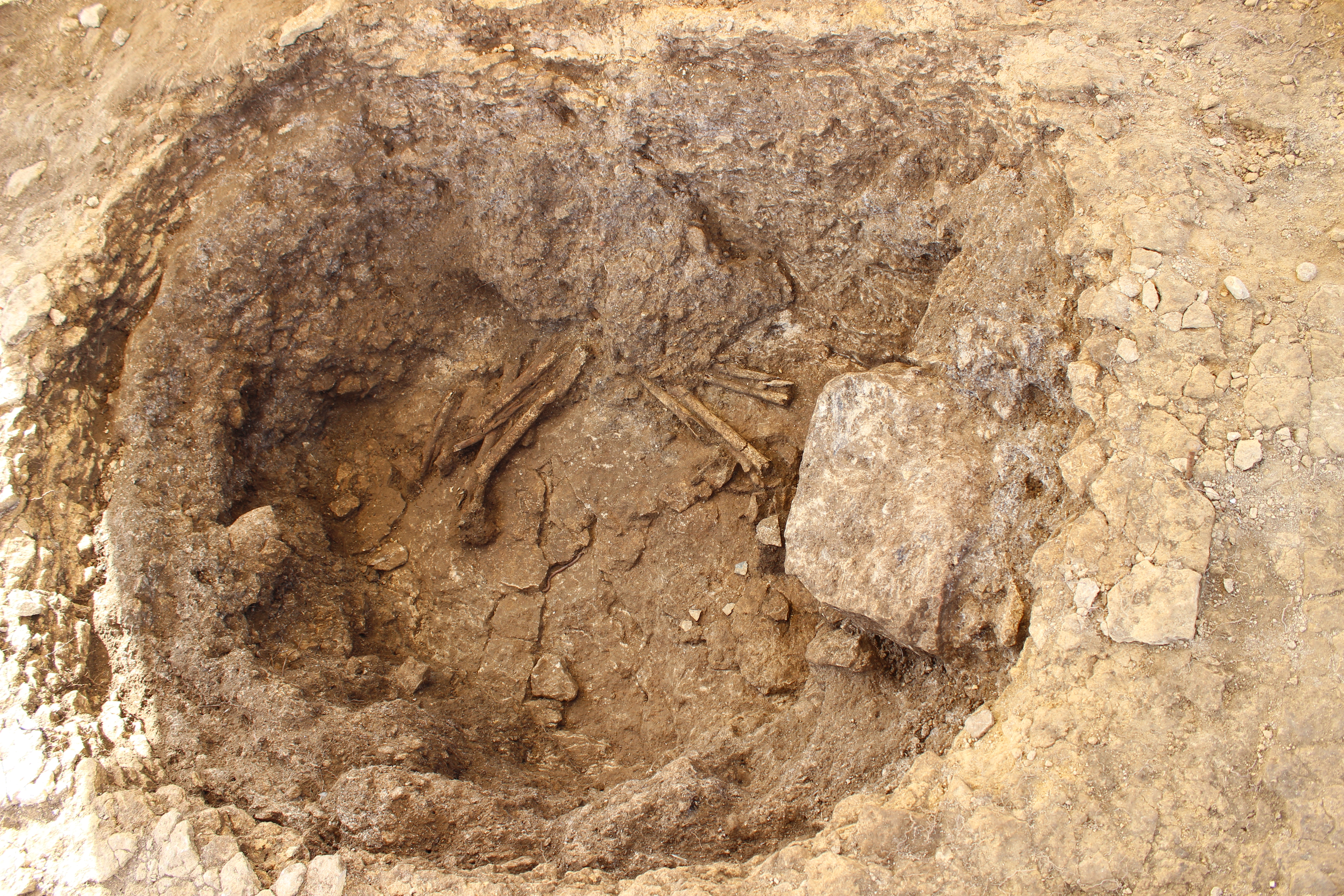
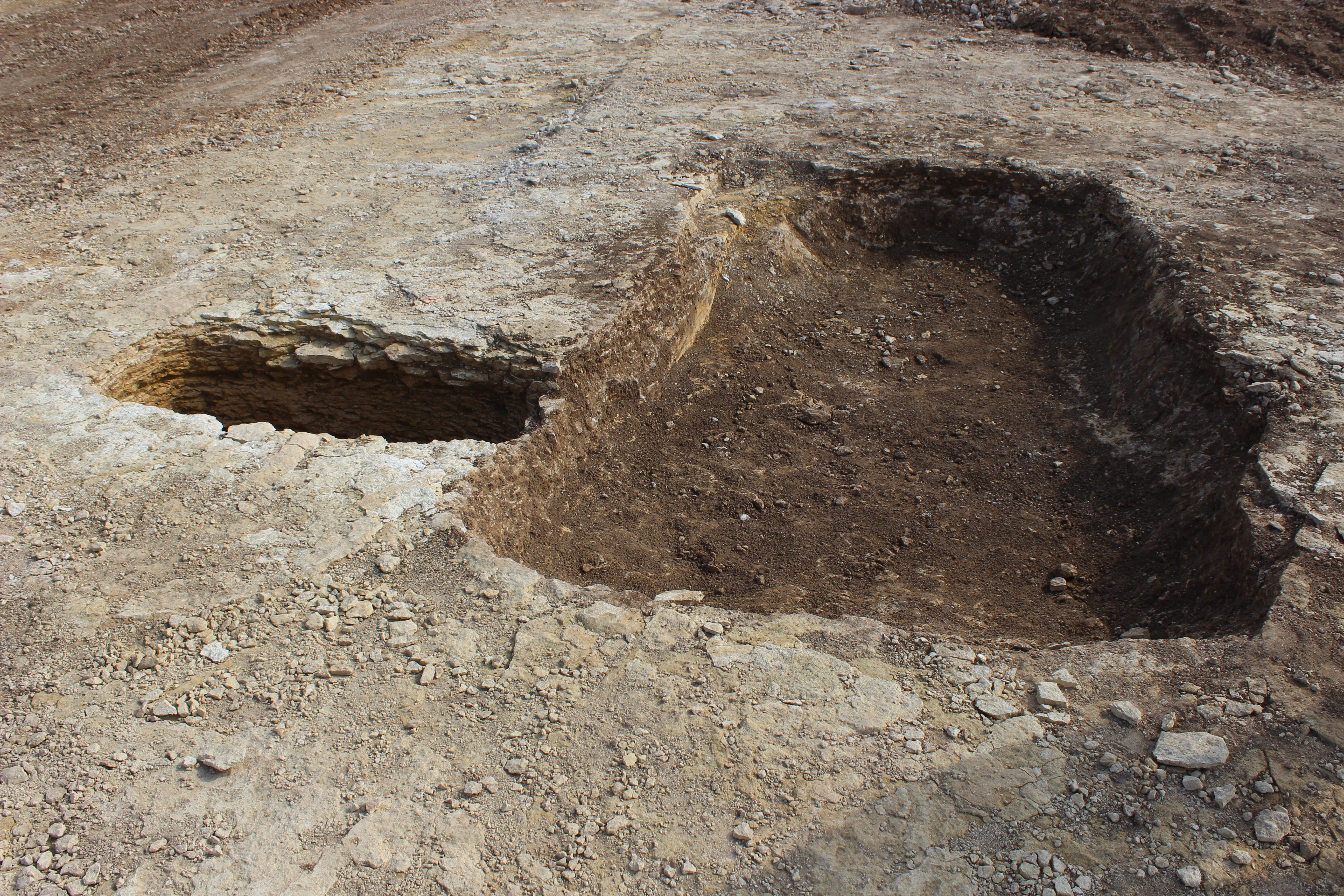

Unter den 20 identifizierten Denkmälern waren einige in relativ gutem Zustand, von anderen wurden Spuren in ihrer Nachbarschaft gefunden. Die wahrscheinlich mehr als vier Jahrhunderte genutzte Nekropole besteht aus ursprünglich etwa 2,0 m hohen schmalen Grabhügeln aus Erde und Holz, die manchmal mit einer Palisade und bis zu 15,0 m breiten Gräben umgeben sind. Unter ihnen liegen eingetiefte Gräber, die teilweise gut erhalten sind.

## Deutung
Pablo Arias interpretiert die Strukturen als eine Verbindung zwischen den Langhäusern der LBK-Tradition und den Megalithen der französischen Atlantikküste, worin ihm Richard Bradley und ein Team um Alasdair Whittle gefolgt sind. Dies nimmt die Ableitung Vere Gordon Childes der kujawischen Langbetten von den Trapezhäusern der Brześć-Kujawski-Gruppe wieder auf.